# Teófilo Tortolero
Teófilo Tortolero (1936-1990) fue un poeta y abogado venezolano, cofundador de las revistas "Poesía" y "Zona Tórrida".

## Biografía
Teófilo Tortolero nació en Valencia (1936). Estudió primaria en el colegio Don Bosco (Valencia) y secundaria en los Institutos "La Salle" y Liceo "Pedro Gual".Perteneció al grupo literario "Azar Rey" de Valencia (1968-1969) junto con Eugenio Montejo y J.M. Villarroel París. Jefe del Departamento de Publicaciones de la Universidad de Carabobo (1969).Cofundador de la Revista Poesía y Zona Tórrida . Residió sus últimos años en Nirgua donde ejerció su profesión de abogado.

## Obra literaria
Su poesía posee un estado de ansiedad y un sentido trágico de la vida pero velado por una lírica sedosa, oscura y nostálgica. Tortolero posee un arrebato alucinante en el que predomina la belleza visual y sonora. Poseedor de un lenguaje penetrante supo captar el paisaje dotado de una profunda sensorialidad:"Tiro los naipes porque no he de jugar más./Desmenuzo en la mesa de bálsamo sus figuras tristes:/el rey lastimero que no cambia su mano volátil/la reyna liviana con su daga hundida en la espalda/(basta soplar sus numerosas heridas para que ruede/como un infeliz carrete de hilo)/,el caballo coronado de mofa o el As martirizado/en la marmita/junto al fogón de oro.(...)Ellos han muerto impresos igual que las lápidas/acompañan en su mortecina quietud/a los que sueñan debajo de sus letras llenas de lluvia.//Solo tienen sentido las flores vivas/las hormigas y las abejas que rodean/esa flor estampada en el aire.", este lenguaje lleno de texturas auditivas y táctiles cargado de sentido se ha pretendido rebajar a la escala de surrealizante, sin embargo toda su poesía deviene de la necesidad de ser protegido y arropado por un poder creador, cuya fuerza parece ir en detrimento:"Padre mío, padre de la esperma que hizo posible/la turbulencia junto a mi madre bienamada/de pronto creo que nos desconocemos y conocemos/y soy la espuma que flota en tus aguas/y alguna vez nos miramos y acunamos/sorprendiendo cómo la madre va resplandeciente,/el sol en sus espaldas//Padre mío, atiéndeme, que soy tronco y raíz de tu paño/del trébol amable de tus ojos-iris contra iris-/y en el nombre tuyo/hijo que soy no espíritu santo,/a ti imploro un campo delicioso/junto a los vellos de tu pecho,/al lado del ombligo de mi vista//Padre perla, padre caído sobre un bastón que no manda/y es un sencillo sostén de madera para tus manos/rugosas y manchadas.//Por favor, hazme este bien de sostenerme en tus sencillos huesos." Poesía enmarcada en la interioridad del paisaje, en el goce de la eternidad de la aldea y del hombre en perpetua decadencia, víctima de su irremediable deterioro y desesperanza. Su honda vena lírica parece ser también un "pathos"existencial que lo puso al margen del interés editorial . En 1982 recibe el Premio de la Bienal José Rafael Pocaterra con El día perdurable y otros poemas, publicado póstumamente en 1997.

## Obra poética
- Demencia precoz (Caracas, Edit.Arte,1968,53 p.1968)

- Las drogas silvestres (Valencia, Universidad de Carabobo, 17 pp. 1972)

- 55 poemas (Valencia, Universidad de Carabobo, 72 pp. 1981)

- Parfuma Jaguaro(-"Perfume de Jaguar"-Edición bilingüe al Esperanto, Valencia, Univerisidad de Carabobo, impreso por Editorial Arte,47p, 1984)

- La última tierra (1990)

- El libro de los cuartetos (1994)